# The Fight Before Christmas
«The Fight Before Christmas» (укр. «Бій проти Різдва») — восьма серія двадцять другого сезону мультсеріалу «Сімпсони», прем'єра якої відбулась 5 грудня 2010 року у США на телеканалі «Fox».

## Сюжет
На Святвечір у Сімпсонів панує зіпсована атмосфера свята. Барт приготував гвинтівку, щоб помститися Санті-Клаусу, Ліса виступає проти вбирання ялинки, і через це в Мардж стається нервовий зрив.

### Сон Барта
Барт хоче помститися Санті за те, що протягом років він замість мотобайка, про який хлопчик просив у листах, приносив йому лише солодощі. Він сідає на крісло зі зброєю, щоб зустріти Санту, і засинає…
Опівночі до будинку Сімпсонів під'їжджає поїзд «Полярний експрес», яким керує Отто. Потяг везе Барта на Північний полюс. Хлопчик хоче до Санти-Клауса, але старший ельф (Мо) каже, що спершу Барт має попрацювати в загортанні різдвяних подарунків. Він справляється дуже добре, тож старший ельф відводить його до Санти.
Барт опиняється на поверсі Санти, але Ліса-ельф, здогадавшись, що у Барта зброя, викликає сніговиків-охоронців. Увімкнувши термостат хлопчик знешкоджує їх.
Він люто заходить в офіс Санти (Красті) і бачить, що як там все запущено. Санта пояснює, що бідний, бо щороку виробляє та роздає подарунки в обмін на молоко з печивом. Бартові стає шкода Санту, і останній провадить хлопчика додому. Однак, коли Барт йде, Санта натискає кнопку, і в кімнаті розпочинається дискотека з багатьма дівчатами. Коли дорогою назад «Полярний експрес» переслідує поліція, Отто дарує поїзд Барту і втікає…

### Сон Ліси
Друга світова війна. Незважаючи на прийдешнє Різдво Спрінґфілд перебуває у депресії. Ліса не дозволяє занести до хати ялинку, оскільки один з її батьків — Мардж — воює. Минулого року під час вибору ялинки Мардж мобілізували до війська.
Гомер отримує телеграму, в якій повідомляється, що Мардж зникла безвісти. Ліса знову звинувачує дерево й тікає з дому. Вона потрапляє в місце, де востаннє бачила Мардж, на ялинковому базарі. Продавець Рафаель розповідає, що Мардж купила дерево минулого року, але так і не взяла його. Ялина схожа на Мардж. Ліса бере її додому і Сімпсони з надією, що Мардж жива, щасливо прикрашають ялинку.
Тим часом в окупованій Франції Мардж здійснює спецоперацію зі знешкодження Адольфа Гітлера та нацистів під час показу фільму про войовниче слоненя… Ліса прокидається і каже, що більше не буде брати іграшкове слоненя і книгу «Злет і падіння Третього Райху» разом до ліжка.

### Сон Мардж
Мардж засмучена, що Різдво буде поганим. Вона пише листа про допомогу. Магічним чином лист потрапляє до адресата — на Північний полюс до підприємниці Марті Стюарт. Та приходить на допомогу Мардж.
Стюарт переробляє підручні матеріали для створення різдвяної краси в домі. Також вона робить з Барта і Мілгауса солдатиків-лускунчиків, а з Гомера — різдвяну сценку (приспавши його хімікатом). Мардж подобається ця краса, але засмучена тим, що не її сім'я не святкує щиро. Вона просить Марту повернути все, як було, і та робить це за допомогою своєї чарівної палички.
Мардж миттєво прокидається. Тоді Гомер з дітьми готують для неї різдвяний сніданок. І хоча сніданок не вдався, але Мардж щаслива.

### Сон Меґґі: Флаппети. Різдвяний випуск
Уві сні Меґґі персонажі є ляльковими версіями самих себе. Сімпсони збираються поїхати на Гаваї та домовилися, щоб Мо приглядав за домом. Мо користується ситуацією та видає будинок Сімпсонів за власний холостяцький барліг, щоб призначити побачення зі своєю новою дівчиною.
Перед від'здом до Сімпсонів приходить містер Бернс, якому Гомер збрехав про поранення, щоб взяти відпустку. Тим часом попзірка Кеті Перрі (наживо) також приходить до «холостяцького барлога» її хлопця Мо. Гомер зізнається Бернсу про обман. Монті спершу злий на Сімпсонів, але заспокоюється, коли Кеті Перрі цілує його. Він пробачає Гомера і відпускає його на Гаваї. Наприкінці Бернс заспівати пісню про 31 день Різдва.
У сцені під час титрів Мо намагається поцілувати Кеті Перрі, але не може через розмір, тому вирішує поцілувати її в пупок. Однак, Кеті каже йому, що він цілує не її пупок, але просить не зупинятися…

## Виробництво
Про те, що запрошеною зіркою буде Марта Стюарт було оголошено у квітні 2010 року.
Про виступ Кеті Перрі було оголошено у вересні того року Live-action-сегмент знімали на тлі хромакея.

## Культурні відсилання та цікаві факти
- Сцена, в якій «Полярний експрес» дорогою ділиться на чотири частини, є відсиланням до кліпа «Yellow Submarine» гурта «The Beatles»[3].
- В будівлі «Clausco» на піаніно грає хлопчик, який схожий на Шредера із коміксів «Peanuts»[3].
- Пропагандистський анімаційний фільм про слоненя, який нацисти дивляться в кінотеатрі, є пародією на анімаційний фільм «Дамбо» 1941 року[3].
  - Також це пародія на анімаційну студію Волта Діснея, яку найняли для створення воєнних пропагандистських фільмів під час Другої світової війни.
- Сцена, в якій Мардж вбиває Гітлера, є відсиланням до фільму «Безславні виродки»[4].
- Сон Меґґі є пародією на дитячі телевізійні програми «Вулиця Сезам» і «Маппет-шоу»[3].
  - Мо поводиться як Печивний монстр із «Вулиці Сезам»[3].
  - Виступ наживо запрошеної зірки Кеті Пері серед інших персонажів-ляльок — це пародія на появу запрошених зірок у «Маппет-шоу»[4][5].

## Ставлення критиків і глядачів
Під час прем'єри серію переглянули 9,56 млн осіб, з рейтингом 4.2, що зробило її найпопулярнішим шоу на каналі «Fox» тієї ночі.
Емілі Сент-Джеймс з «The A.V. Club» дала серії оцінку B-, сказавши, що «серія була не жахливою, і вона викликала кілька щирих усмішок, але якість сегментів була однозначно не дуже».
Ерік Гохбергер з «TV Fanatic» оцінив серію на 3,5/5, сказавши, що «хоча ця серія, безперечно, не мала магії Хелловінських спецвипусків або навіть минулих різдвяних епізодів, деякі історії були принаймні унікальними, креативними та цікавими».
Згідно з голосуванням на сайті The NoHomers Club більшість фанатів оцінили серію на 4/5 із середньою оцінкою 3,16/5.